# Karel Rottiers
Karel Rottiers   (Bornem, 7 d'abril de 1953 - 2 de juliol de 2024) va ser un ciclista belga que fou professional entre 1973 i 1979. En el seu palmarès destaca una victòria d'etapa al Tour de França de 1975.

## Palmarès
- 1969
  - Campió de Bèlgica juvenil
- 1973
  - 1r a l'Omloop van de Grensstreek
- 1975
  - Vencedor d'una etapa al Tour de França
- 1976
  - 1r a la Strombeek-Bever

### Resultats al Tour de França
- 1975. 80è de la classificació general. Vencedor d'una etapa

### Resultats al Giro d'Itàlia
- 1974. 64è de la classificació general
- 1976. 76è de la classificació general